# 间上峰站
間上峰站（韓語：간상봉역）是朝鮮民主主義人民共和國两江道普天郡的一個鐵路車站，属于三池渊线。

## 邻近车站
三池渊线
佳林站 - 間上峰站 - 車哥水站